# Человек в зелёном кимоно
«Челове́к в зелёном кимоно́» — советский художественный фильм, снятый на Одесской киностудии кинорежиссёрами Тамерланом Каргаевым и Борисом Кантемировым.

## Сюжет
Таму, обладатель чёрного пояса по карате возвращается в свой родной город, преследуя цель открыть свою школу карате. Некто Седой, криминальный авторитет, покровительствующий развитию карате, предлагает Таму помощь в достижении его цели, требуя взамен подчинения ему, но тот отказывается. Ранее открывший школу карате в городе Феликс требует от Таму убираться восвояси, на что Таму замечает, что половина учеников Феликса уже сидят в тюрьмах, а остальные скоро там окажутся за выполнение заказов Седого, после чего Феликс предлагает поединок между своими учениками и учениками Таму. За краткое время Таму собирает команду своих бывших учеников (таксист, вор-карманник, грузчик, художник, тренер ушу и сестра Феликса Жанна) и побеждает учеников Феликса. Во время поединка между Феликсом и Таму Седой берет в заложники Жанну, требуя от Феликса и его учеников выполнить заказ, но Таму разоружает Седого, обвинив его в трусости, после чего тот с позором удаляется, а Таму и Феликс открывают совместную школу карате.

## В ролях
- Нодар Плиев — Таму (озвучил Александр Рахленко)
- Олег Кантемиров — Феликс (озвучил Дмитрий Матвеев)
- Ирина Геркалиева — Жанна (озвучила Любовь Германова)
- Георгий Татонов — Седой (озвучил Борис Токарев)
- Тимур Азиев — Симон
- Тамерлан Сабанов — Валик (озвучил Юрий Маляров)
- Александр Мажидов — Хайдар
- Джамаил Сулейманов — Чаро (озвучил Сергей Малишевский)
- Чермен Засеев — Алик (озвучил Александр Рыжков)
- Баганд Магомедов — Рус (озвучил Вадим Андреев)
- Аветис Оганесян — Артур (озвучил Дмитрий Полонский)
- Николай Сомов — бородач
- Маирбек Икаев — дедушка Таму (озвучил Владимир Ферапонтов)
- Инал Еналдиев — Филимонов
- Пиет Вергунст — председатель жюри (озвучил Дмитрий Полонский)
- Борис Кантемиров — боец Феликса (эпизод)

## Производство
Съёмки велись в городе Владикавказ.